# Kevin Gulliksen
Kevin Maagerø Gulliksen, född 9 november 1996, är en norsk handbollsspelare som spelar för Frisch Auf Göppingen och det norska landslaget. Han är vänsterhänt och spelar som högersexa.

## Meriter i urval
Med landslag
- VM 2019 i Tyskland/Danmark:  Silver
- EM 2020 i Sverige/Norge/Österrike:  Brons